# Bedřich Wachsmann ml.
Bedřich (Friedrich) Wachsmann ml., křtěný Bedřich Antonín Bohumil (8. září 1871 Svojšice – 29. ledna 1944 Praha), byl český malíř, figuralista, grafik a pedagog.

## Život

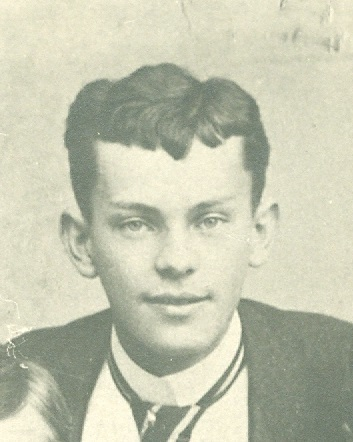
Bedřich Wachsmann ml. ve studentském věku

Narodil se ve Svojšicích v rodině chirurga a osobního lékaře jeho excelence p. Michaela Karla hraběte Althanna Jindřicha Wachsmanna. Vyrůstal s dalšími deseti staršími sourozenci (Marie *1853, Karel 1854–1855, Otto *1856, Karel *1857, Jindřich *1859, Zdeněk 1860–1861, Zdeněk *1862, Václav *1864, Alois *1866 a Ladislav Emil *1867). Svá studia započal na obecné škole, kde absolvoval 3 ročníky a následně 4 třídy reálky. Kolem roku 1887 se rodina přestěhovala do Prahy na Nové Město. V dalším studiu pokračoval na pražské Umělecko-průmyslové škole, na níž absolvoval 4 ročníky odborné školy pro figurální malířství. V letech 1896-1897 studoval na Pražské malířské akademii, kde navštěvoval Speciální školu prof. F. Ženíška. Následně pobýval v Mnichově a Drážďanech, kde se ještě zdokonaloval v malbě portrétů.
Od roku 1902 pobýval na Novém Městě pražském, kde se také v březnu roku 1908 oženil s Marií Poiciovou a od dubna téhož roku pobývali několik měsíců v Dubrovníku. Se svojí manželkou měl dvě děti, syna Ladislava a dceru Blaženu. Od roku 1915 žil v Bubenči, věnoval se pedagogické činnosti a 32. let působil na umělecko průmyslové škole, na níž byl profesorem kresby aktu. K jeho žákům patřili např. Vladimír Modrý, Čeněk Fousek a další.
Bedřich Wachsmann zemřel koncem ledna roku 1944.
Profesor ak. mal. Bedřich Wachsmann maloval podobizny i nástěnné malby, zátiší a figurální komposice. Vyzdobil ústřední dvoranu České banky v Praze a byl spoluzakladatelem Spolku výtvarných umělců Mánes.

## Zastoupení ve sbírkách
- Galerie Středočeského kraje 1 dílo
- Galerie moderního umění v Roudnici nad Labem 1 dílo
- Památník národního písemnictví 28 děl
- Galerie moderního umění v Hradci Králové 1 dílo
- Muzeum umění Olomouc 12 obrazů
- Galerie hlavního města Prahy 1 obraz
- Regionální muzeum v Kolíně

## Výstavy

### Autorské
- 1941 Bedřich Wachsmann: Výběr z prací, Rubešova galerie, Praha 2

### Společné
- 1898 II. výstava spolku „Manes“, Topičův salon, Praha
- 1906 První výstava výtvarného umění pro uměleckou výchovu mládeže, Topičův salon, Praha
- 1906/1907 XXI. výstava "Manesa", Pavilon Mánesa, Praha
- 1911 XXXV. výstava S.V.U. Mánes, Pavilon Mánesa, Praha
- 1913 43. výstava Spolku výtvarných umělců Mánes, Pavilon Mánesa, Praha
- 1916 47. výstava Spolku výtvarných umělců Mánes, Obecní dům, Praha
- 1919 Výstava českých výtvarných umělců ve Slaném, Občanská záložna, Slaný
- 1932 I. výstava obrazů a plastik českých umělců ze soukromého majetku členů Kruhu přátel umění v Hradci Králové, Městské průmyslové muzeum v Hradci Králové, Hradec Králové
- 1937 II. Zlínský salon, Studijní ústav, Zlín
- 1940/1941 Národ svým výtvarným umělcům, Praha
- 1959 Moderní české malířství II (léta dvacátá), Dům umění města Brna, Brno
- 1971 České malířství XX. století ze sbírek Národní galerie: díl I. generace devadesátých let, Městská knihovna Praha
- 1971/1972 České malířství 1850-1918 ze sbírek Galerie hlavního města Prahy, Obecní dům, Praha
- 1975 České umenie XX. storočia, Východoslovenská galéria (1961-1992), Košice

a několik dalších

## Galerie

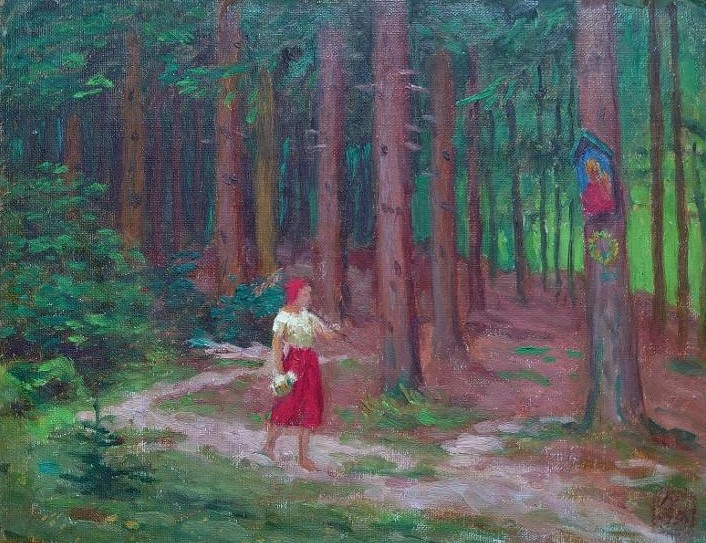
Červená Karkulka, olej na plátně, 1934
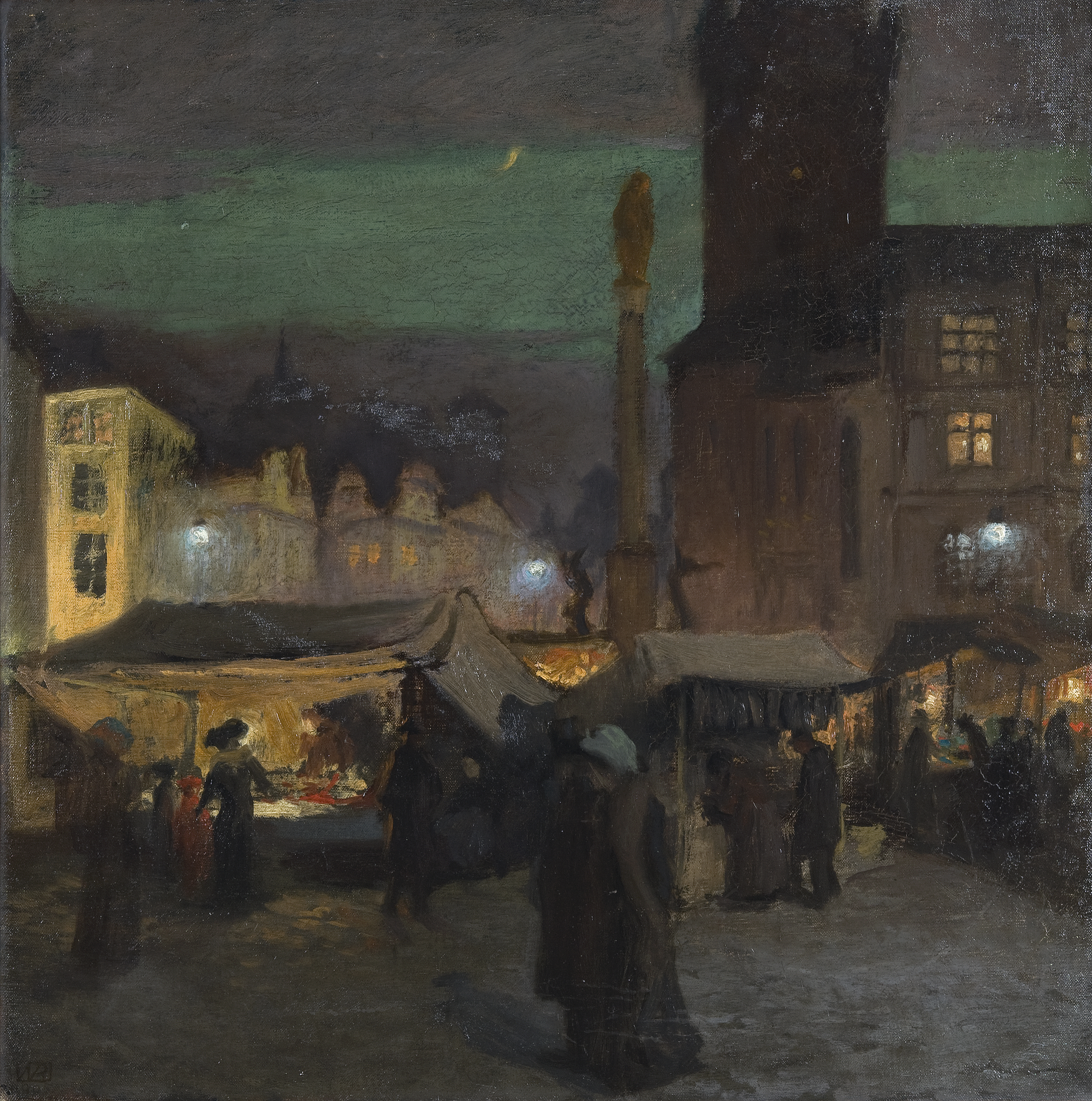
Vánoční trh, olej na plátně, 1905
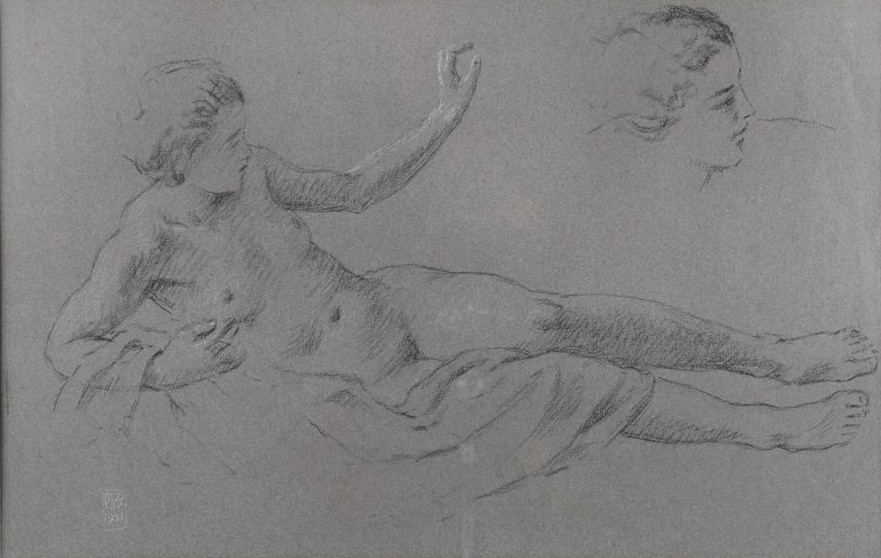
Studie aktu, uhel na papíře
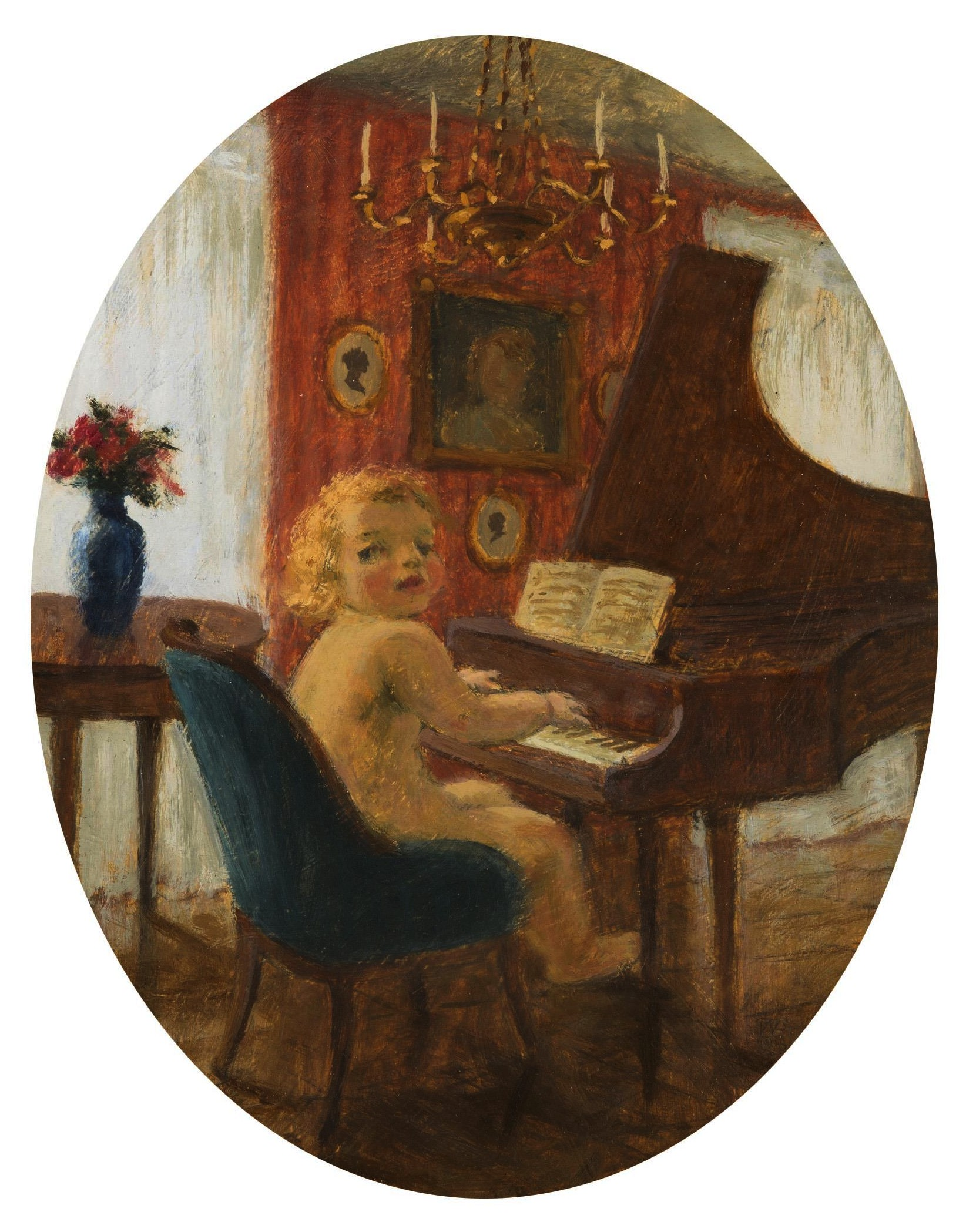
Malý klavírista, olej na kartonu 1918
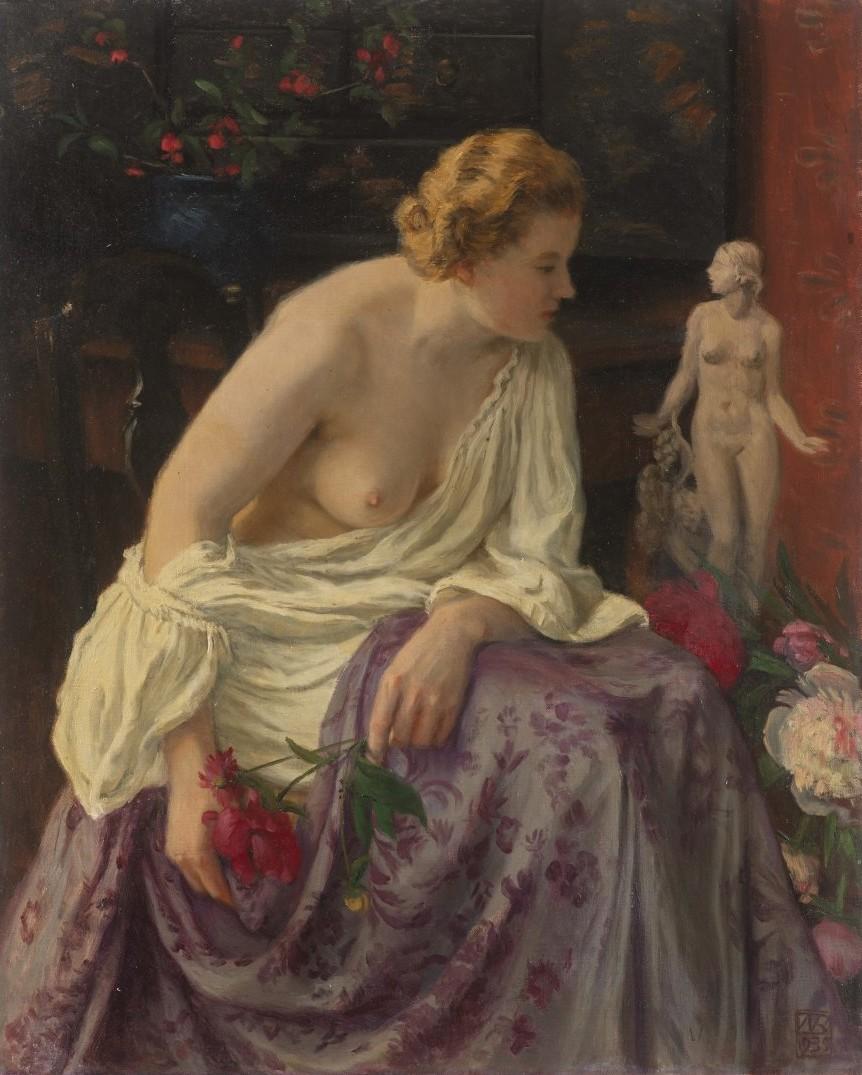
Akt s pivoňkami , olej na plátně, 1935
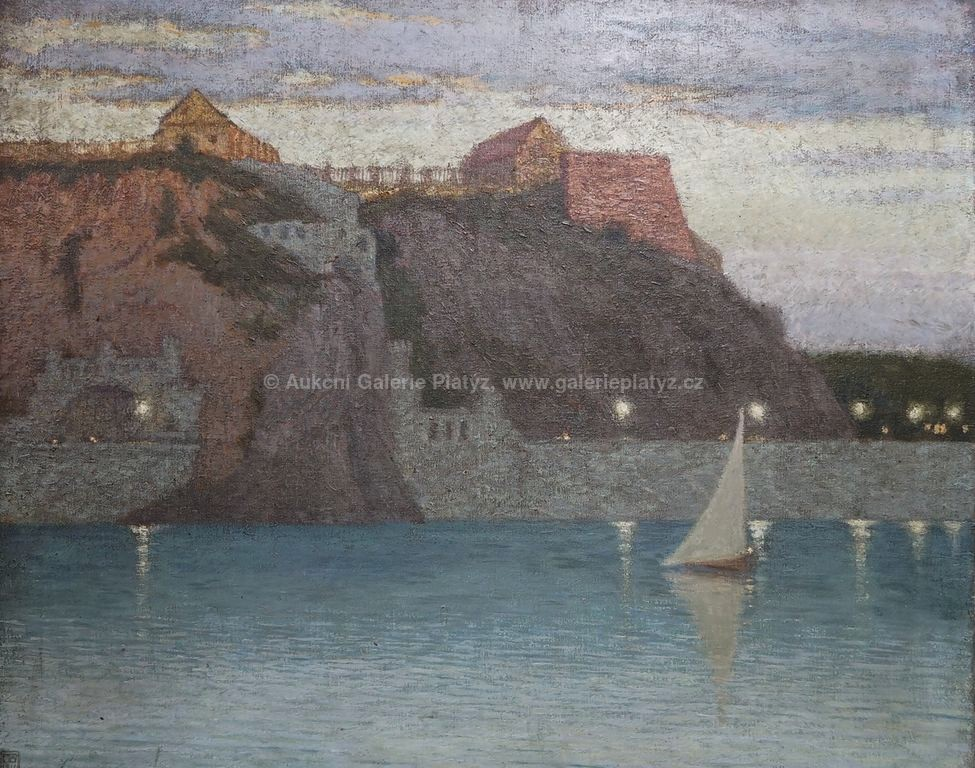
Vyšehrad olej na plátně, 1911
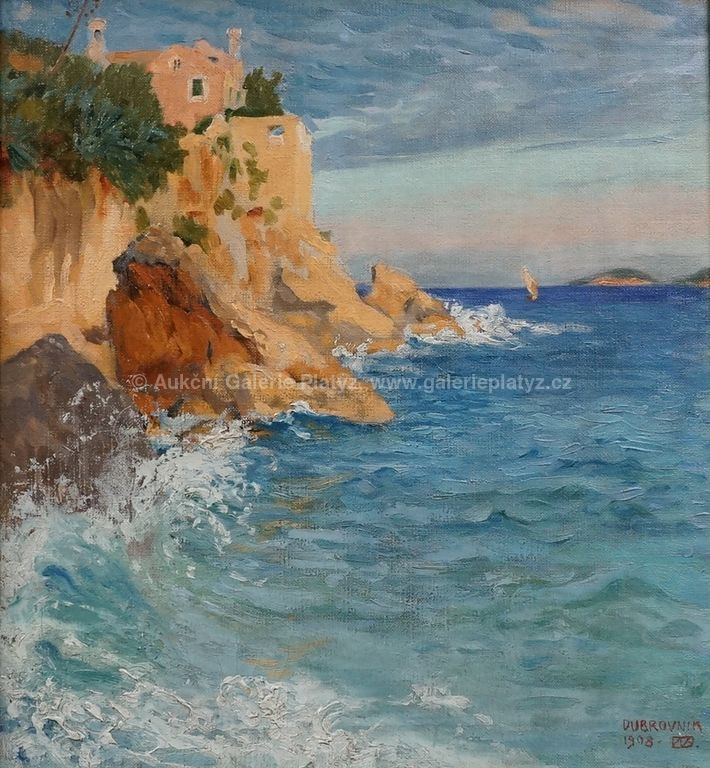
Dubrovník , olej na plátně, 1908
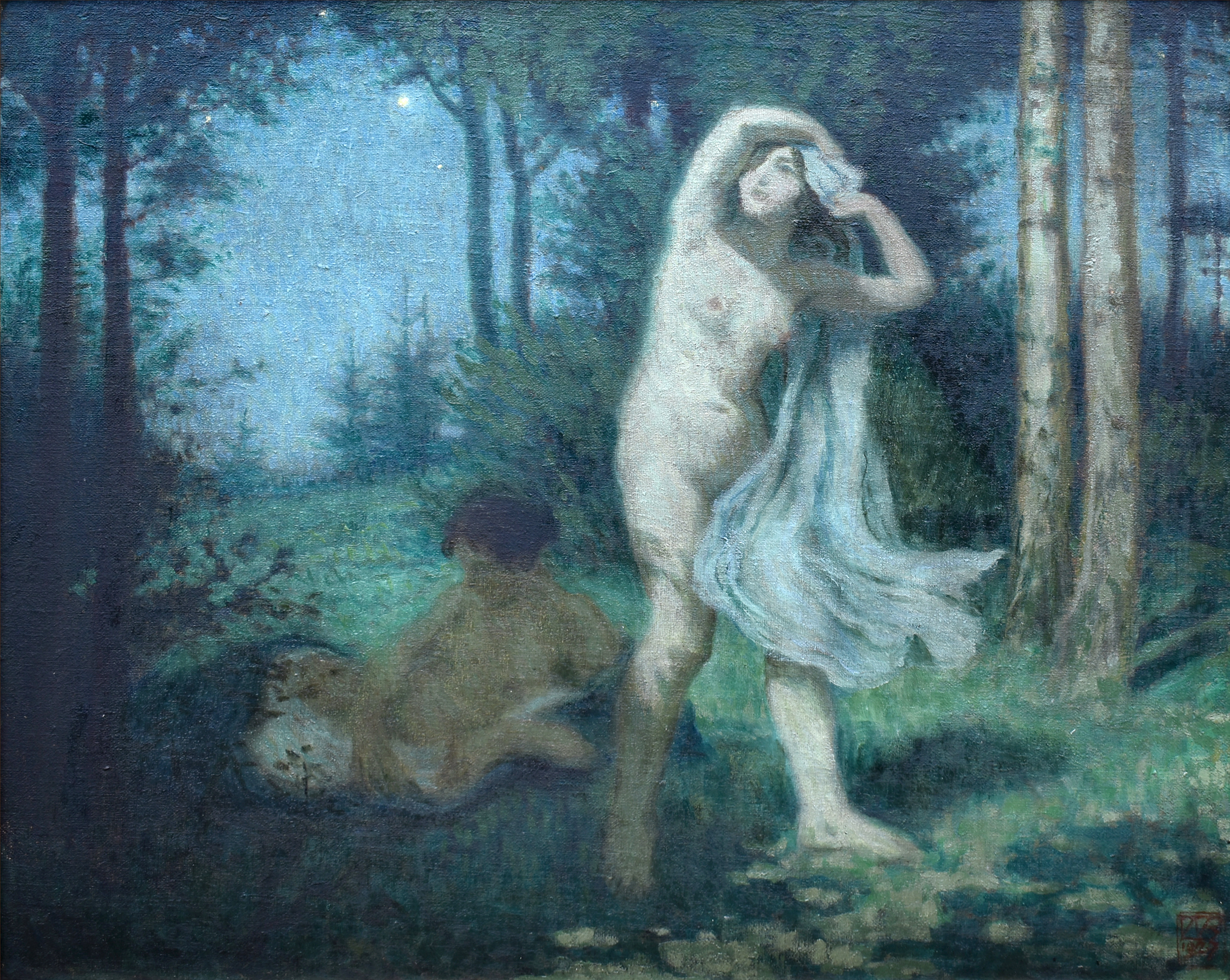
Dívky na louce, olej na plátně
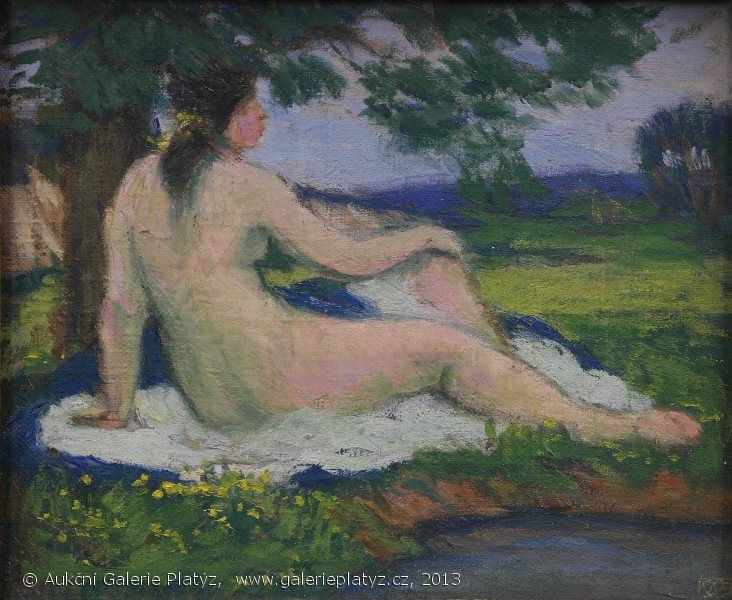
Koupání, olej na plátně, karton